# 沉積盆地分析
沉積盆地分析（英語：sedimentary basin analysis），是一種應用分析沉積物充填和盆地沈降來解釋沉積盆地的形成和演化。沉積物充填的空間的分佈，可以推論盆地的沉降構造演變。沉積物的組成、原始結構和內部結構，可以推論盆地填充的歷史中。這樣的綜合資訊可以揭示盆地是如何形成的，沉積物填充物是如何運輸或沉澱的，並揭示沉積物填充物的來源。根據這樣的綜合分析可以分類盆地形成機制。例如克拉通內、裂谷、被動邊緣、走滑斷層、弧前、弧後-邊緣海、褶皺和衝斷帶以及前陸盆地等
.
通常沉積盆地分析进行以下五个方面的研究：沉积分析(包括沉积参数， 构造参数，热过程参数，成矿作用参数等)，层序地层分析、构造分析、能量场与流体系统分析